# Erich Moser (Architekt)

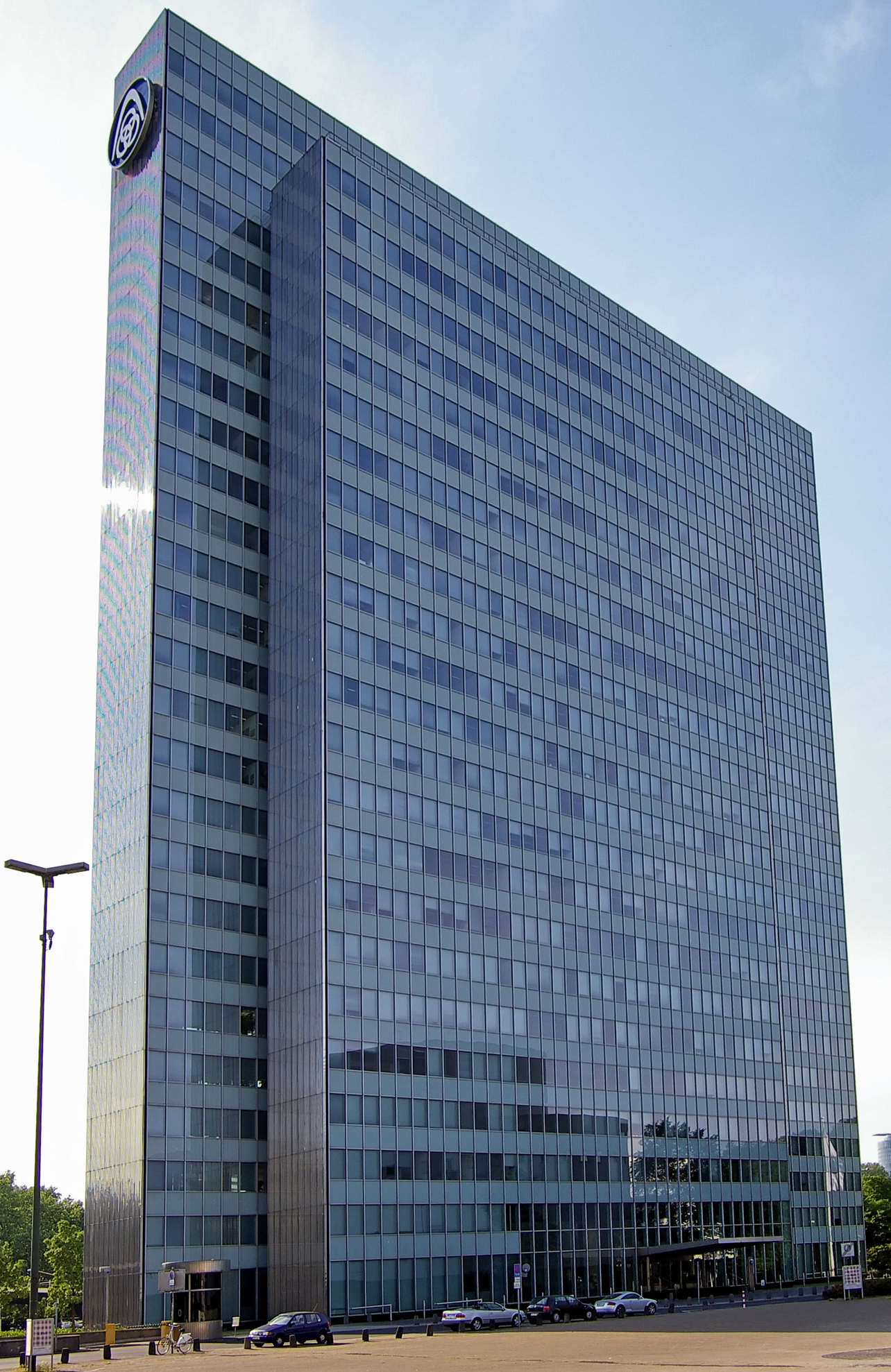
Dreischeibenhaus der Thyssen AG in Düsseldorf, geplant 1955, gebaut 1957–1960

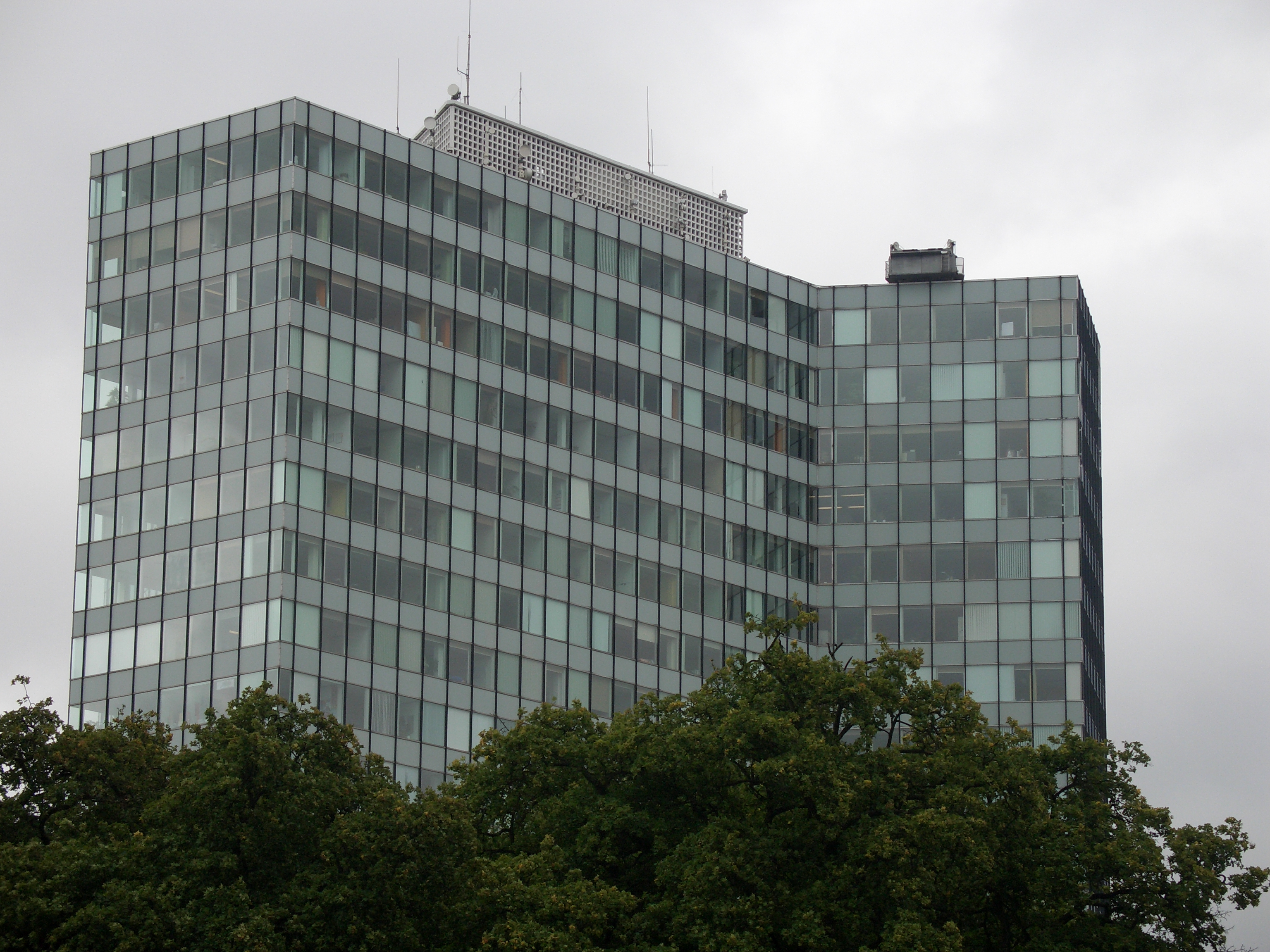
Unilever-Hochhaus, heute Emporio-Hochhaus, geplant 1958, gebaut 1961–1964

Erich Moser (* 1. April 1930 in Bregenz, Österreich; † 15. September 2023 in Seefeld in Tirol, Österreich) war ein österreichischer Architekt. Er war maßgeblich am Entwurf großer Hochhausprojekte der 1950er und frühen 1960er Jahre der Bundesrepublik (Dreischeibenhaus in Düsseldorf, Unilever-Haus in Hamburg u. a.) beteiligt. Zu den bekanntesten Projekten seines 1964 gegründeten Büros Eller Moser Walter (EMW) gehören Bereiche der Ruhr-Universität Bochum sowie etliche Schul- und Hochschulbauten in Nordrhein-Westfalen.

## Leben und Werk
Moser besuchte das Gymnasium in Innsbruck und studierte anschließend Architektur an der Technischen Hochschule Graz (Erzherzog-Johann-Universität). Während des Studiums lernte er Robert Walter und Fritz Eller kennen, mit denen ihn eine Jahrzehnte währende berufliche Partnerschaft verband.
Noch vor Ende seines Studiums wurde Moser mit Eller und Walter im Sommer 1953 als österreichische Jungdelegierte auf den 9. Congrès Internationaux d’Architecture Moderne (CIAM) ins südfranzösische Aix-en-Provence eingeladen. Dort kamen sie in Kontakt mit bedeutenden Architekten der Moderne wie Le Corbusier.
Seinen Studienkollegen Eller und Walter nachfolgend ging Erich Moser nach Abschluss seines Architekturstudium 1954 ebenfalls nach Düsseldorf und arbeitete als freier Architekt im Büro Hentrich & Petschnigg. Als das Büro eine Einladung zum Wettbewerb um das Hochhaus der Phoenix-Rheinrohr (später Thyssen AG) in Düsseldorf erhielt, wurden die drei Architekten mit dem Entwurf betraut. Hentrich ließ sie in großer Selbständigkeit daran arbeiten. Ihr Beitrag gewann den ersten Preis und sie führten das Hochhaus unter dem Dach des Büros Hentrich & Petschnigg auch aus. Der aufsehenerregende Bau, wegen der drei unterschiedlich hohen schlanken Scheiben später auch als Dreischeibenhaus bezeichnet, war mit einer vollständig glatten und höchst eleganten Vorhangfassade verkleidet. Noch vor seiner Fertigstellung bezeichnete Henry-Russell Hitchcock es als das schönste Hochhaus der Welt und stellte es mit dem Seagram-Building von Mies van der Rohe auf eine Stufe. Es gehört bis heute zu den bekanntesten Hochhäusern Deutschlands.
Erich Moser war im Büro Hentrich & Petschnigg maßgeblich beteiligt an folgenden Projekten: Unilever-Hochhaus in Hamburg (2. Preis im Wettbewerb 1958, anschließend Ausführungsentwurf, Bau 1961–1964, heute unter dem Namen Emporio-Hochhaus); Bayer-Hochhaus W 1 in Leverkusen (1. Preis im Wettbewerb, Bau 1959–1961) und anderen.
Moser wurde 1959 Partner des unter dem Namen Arbeitsgemeinschaft Architekten BDA Hentrich, Petschnigg, Eller, Moser, Walter, Köllges, Stutz, Rüping auftretenden Büros.
1961 gewannen Eller-Moser-Walter in Zusammenarbeit mit dem Büro Hentrich-Petschnigg & Partner den internationalen Ideenwettbewerb für die Ruhr-Universität Bochum, an dem unter anderem auch Walter Gropius teilnahm.
1964 gründete Erich Moser gemeinsam mit Eller und Walter das Architekturbüro Eller-Moser-Walter (EMW) mit Standorten in Düsseldorf und Bochum.

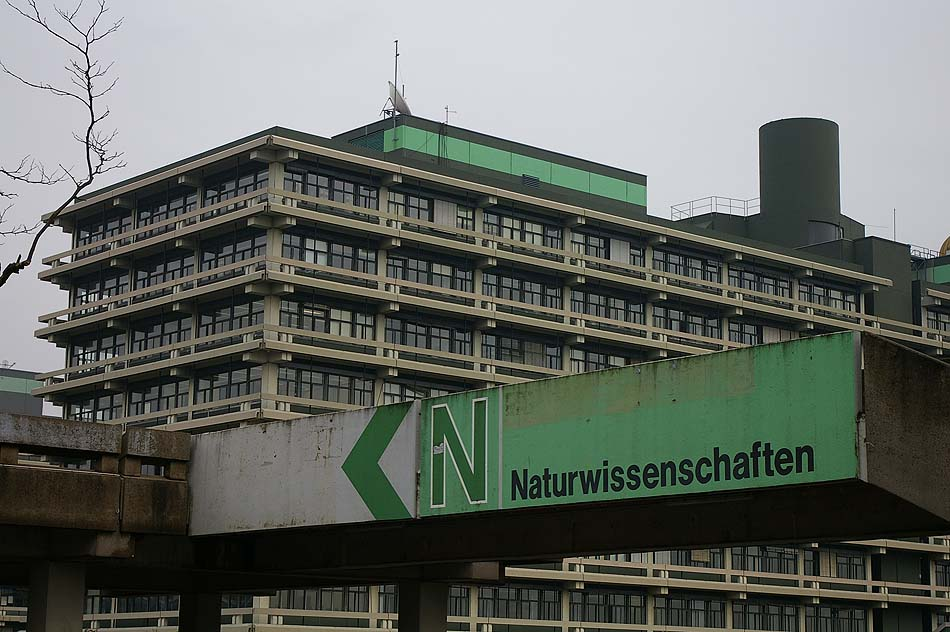
Ruhr-Universität Bochum, Naturwissenschaften

Zu ihren Hauptwerken zählen die Zentraleinrichtungen und die Gebäude für die Naturwissenschaften der Ruhr-Universität Bochum. Das Büro EMW prägte in bis in die 1980er Jahre die nordrhein-westfälische Schul- und Hochschullandschaft. Viele weitere Aufträge im Bereich des Bildungswesens gingen auf gewonnene Wettbewerbe zurück, darunter das Progymnasium Mechernich (1964), die Universität Dortmund (1969), die Gesamtschule Bochum (Fertigstellung 1974), das Schulzentrum Jülich (Fertigstellung 1977) und die Universität Oldenburg mit Zentralbereich, Bibliothek, Mensa und Sportstätten (frühe 1980er Jahre). Außerdem entwarf das Büro EMW die Gesamthochschule Duisburg (1980er Jahre).
Das Büro EMW errichtete außerdem zahlreiche Verwaltungsgebäude für Unternehmen und öffentliche Einrichtungen.
Mitte der 1980er Jahre schied Erich Moser aus dem Büro aus und zog zurück nach Österreich.
Erich Moser starb am 15. September 2023 im Alter von 93 Jahren.